# Kutaampel
Kutaampel is een bestuurslaag in het regentschap Karawang van de provincie West-Java, Indonesië. Kutaampel telt 8596 inwoners (volkstelling 2010).